# Hervé Kempf
Pour les articles homonymes, voir Kempf.
Hervé Kempf, né en 1957 à Amiens, est un journaliste et écrivain français. Ancien journaliste de Courrier international, de La Recherche et du Monde, il a été le directeur de la rédaction de Reporterre jusqu'en avril 2025, date à laquelle il a passé la main à Amélie Mougey .

## Biographie
Élève au lycée Henri-IV avant d'être diplômé de l'Institut d'études politiques de Paris, section Service public, en 1982, il travaille tout d'abord en tant qu'associé à la radio pirate Radio Cocktail, à Paris, puis est cofondateur de la radio Je t'aime FM. Il travaille également comme journaliste à Radio Alligator, à Montpellier, puis entre en 1985 à Science et Vie Micro.
Le choc de la catastrophe de Tchernobyl le pousse à se consacrer aux questions écologiques. Il participe à la création du site Reporterre en 2007, dont il est le rédacteur en chef, et de Le magazine de l'environnement en 1989. Il travaille aussi à l'émission télévisée Sauve qui Veut (France 2) au sein de l'agence CAPA (1991-1992), assure la rubrique « Sciences » du Courrier international (1992-1995), puis les rubriques « Technologie » et « Écologie » du magazine La Recherche (1995-1998). 
Enfin, il entre au quotidien Le Monde en 1998 pour couvrir le domaine environnemental, notamment les sujets relatifs aux négociations climatiques et aux organismes génétiquement modifiés. Lors de la crise suscitée en 2003 par la parution du livre de Pierre Péan et Philippe Cohen, La Face cachée du Monde, il considère cette attaque comme un symptôme de la crise d'une presse détachée des intérêts du peuple. Il est alors élu au conseil de gérance de la Société des rédacteurs du Monde entre 2003 et 2006, sur la base d'une position critique à l'égard de la direction de l'époque. En janvier 2009, il crée la chronique hebdomadaire « Écologie » du quotidien et en assure la rédaction.
Se disant victime de censure, accusant sa direction de « réticence » à suivre l'affaire relative au projet d'aéroport à Notre-Dame-des-Landes,,, il quitte le quotidien Le Monde le 2 septembre 2013,. Sa présentation des faits est contestée par certains journalistes du quotidien du soir, et est jugée discutable par Marianne, qui comptabilise « une trentaine de papiers traitant de Notre-Dame-des-Landes sur la période désignée par Hervé Kempf »,.
Il se consacre ensuite pleinement au média Reporterre qu'il dirige jusqu'en avril 2025. Il continue également à publier des ouvrages, dont une BD, Comment les riches ravagent la planète (et comment les en empêcher), publiée en 2024 et illustrée par Juan Mendez,. 

## Prises de position
Hervé Kempf se définit en 2009 comme « objecteur de croissance ».  Il s’oppose à l'ingénieur polytechnicien Jean-Marc Jancovici et l’économiste Alain Grandjean (cofondateurs du cabinet de conseil spécialisé dans la stratégie carbone Carbone 4) sur la manière de résoudre la crise climatique et environnementale.
En novembre 2016, il refuse la Légion d'honneur proposée par la ministre de l'Environnement, Ségolène Royal,.
En octobre 2019, il annonce qu'il n'ira plus sur la chaîne CNews, tant qu'Éric Zemmour, condamné pour provocation à la haine religieuse le 17 septembre et auteur d’un discours jugé antimusulmans lors de la convention de la droite dix jours plus tard, y sera.
Le 10 juin 2024, il cosigne une tribune appelant à « l'union des gauches et des écologistes, maintenant ! ».

## Parutions et apparitions

### Ouvrages
- L'Économie à l'épreuve de l'écologie, Paris, Hatier, 1991 (ISBN 2-218-04389-0)
- La Baleine qui cache la forêt : enquêtes sur les pièges de l'écologie, Paris, La Découverte, 1994 (ISBN 2-7071-2324-2)
- La Révolution biolithique : humains artificiels et machines animées, Paris, éditions Albin Michel, coll. « Sciences d'aujourd'hui », 1998 (ISBN 2-226-10032-6)
- Coup de chaud sur la planète : Les dérèglements climatiques, Paris, éditions J'ai Lu, 2001 (ISBN 2-290-31093-X)
- La Guerre secrète des OGM, Paris, éditions du Seuil, 2003 (réimpr. 2007) (ISBN 9782757804186)
- Gaza : la vie en cage (photogr. Jérôme Equer), Paris, éditions du Seuil, 2005 (ISBN 2-02-079075-0)
- Comment les riches détruisent la planète, Paris, éditions du Seuil, 2007 (ISBN 9782020896320) ; sortie en poche en 2009  (ISBN 2757812165)
- Pour sauver la planète, sortez du capitalisme, Paris, éditions du Seuil, 2009 (ISBN 9782020975889)
- L’oligarchie ça suffit, vive la démocratie, Paris, éditions du Seuil, 2011 (ISBN 9782021028881)
- Fin de l'Occident, naissance du monde, Paris, éditions du Seuil, 2013 (ISBN 978-2-02-108463-4) ; traduit en coréen et en hongrois
- Notre-Dame-des-Landes, Paris, éditions du Seuil, 2014 (ISBN 978-2-02-115654-6)
- Tout est prêt pour que tout empire. 12 leçons pour éviter la catastrophe, Paris, éditions du Seuil, 2017 (ISBN 978-2-02-134901-6)
- Hervé Kempf (dir.) et collectif, L'Écologie du XXIe siècle, Seuil, 2020 (ISBN 978-2021443264)
- Que crève le capitalisme : Ce sera lui ou nous, Seuil, septembre 2020, 128 p. (ISBN 978-2-02-146141-1, lire en ligne)
- Le nucléaire n'est pas bon pour le climat, Seuil/Libelle, septembre 2022, 60 p. (EAN 9782021512922).
- Comment les riches ravagent la planète, Seuil, septembre 2024, 128 p. (EAN 9782021552508).

### Vidéographie
- Les Fins du monde. 4, Les colères de la terre, VHS, Arcueil : Sciences frontières, 1992

### Apparitions
Il est intervenu à plusieurs reprises dans l'émission Là-bas si j'y suis sur France Inter en 2007, 2009, 2011, puis sur le site en ligne de l'émission en 2020.
Hervé Kempf est représenté dans une interview de la bande dessinée Saison brune, parue en 2012.
Il apparaît également dans le film En quête de sens, sorti en 2015 ainsi que dans le film Lettre à G. - Repenser la société avec André Gorz.

### Entretiens
- « Hervé Kempf : « On redécouvre ce qu’est la politique » », Ballast,‎ 29 juillet 2016 (lire en ligne).
- « Nuit Debout a été une école de la politique », Gazette debout, 3 janvier 2017[25].
- « Tout est prêt pour que tout empire, mais tout peut aussi se retourner », Imagine, janvier 2017[26].

## Récompenses
- 2009 : prix du Livre Environnement pour Pour sauver la planète, sortez du capitalisme, décerné par la Maison de la Nature et de l'Environnement de l'Isère et la FNAC Grenoble[27]
- 2012 : prix Reporters d'espoir, catégorie Environnement, pour une enquête sur les économies d'énergie[28]